# Münchshöfener Kultur
Die Münchshöfener Kultur ist eine jungneolithische Kultur mit dem Kerngebiet im Donauraum Bayerns, die etwa um 4500 v. Chr. begann und um 3900/3800 v. Chr. endete. Sie ist ein Ausläufer der Lengyelkultur, deren Kerngebiet im östlichen Mitteleuropa liegt. Die Kultur wird in eine „frühe“, eine „klassische“ und ab 4250 v. Chr. in eine „späte“ Phase gegliedert. Wegen der zunächst nur regional bekannten Funde wurde die Spätphase zeitweilig als „Facies Wallerfing“ bezeichnet.
Namengebend für die Kultur waren die ersten Funde in den Jahren 1874–76 in einer Lehmgrube bei Münchshöfen (Gemeinde Oberschneiding) im Landkreis Straubing-Bogen. Betrachtet man die Münchshöfener Kultur im Vergleich zu den Vorgängerkulturen, der Stichbandkeramik und der Oberlauterbacher Gruppe, so sind gravierende Unterschiede in der Siedlungstätigkeit zu erkennen.

## Forschungsgeschichte
Der Prähistoriker Paul Reinecke beschrieb im Jahre 1900 anhand der Fundplätze Münchshöfen, Glonn und den Höhlen von Etterzhausen und Waltenhofen erstmals einen „Münchshöfener Typus“. Zehn Jahre später verwies der Archäologe A. Schlitz darauf, dass der Gefäßstil des Münchshöfener Typus sein Kerngebiet in Niederbayern hat. Er stellte aber folgend den Zierstil und die Gefäßformen in einen fehlerhaften kulturellen Kontext. Der Archäologe Walther Bremer sah erstmals 1913 in dem Münchshöfener Typus eine Erweiterung bzw. Fortführung der bayerischen Stichbandkeramik. Im Jahre 1915 bezeichnete Paul Reinecke anhand von Fußschalen den Münchshöfener Typus als eine Regionalgruppe der späten Lengyel-Kultur (Phase IV). Zehn Jahre später erfolgte durch Oswald Menghin eine knappe Charakterisierung und Beschreibung. 1927 begründete Paul Reinecke die Bezeichnung Münchshöfener Typus damit, dass der Keramik-Komplex Teil der überregionalen Lengyelkultur sei und damit nur Gruppenstatus habe. 1938 beschrieb Werner Buttler die Keramik der „Münchshöfener Gruppe“. Die umfassendste Materialvorlage erfolgte durch Lothar Süss im Jahre 1976, erfasste jedoch nur den Forschungsstand bis 1959, dem Zeitpunkt der Einreichung seiner Dissertation mit dem Titel „Die Münchshöfener Kultur in Bayern“. Eine Rückschau auf „125 Jahre (Forschungsgeschichte) Münchshöfen“ gab Karl Böhm in einem Aufsatz von 1986.

## Münchshöfener Keramik
Kennzeichnendes Merkmal der Münchshöfener Kultur ist die flachbodige Keramik mit großer Formen- und Verzierungsvielfalt. Es gibt becherförmige Gefäße, Pokalgefäße (auch Hohlfußschalen genannt), Transportgefäße, Schultergefäße (benannt nach einer verzierten „Schulter“ im oberen Gefäßbereich), riesenhafte Vorratsgefäße, Miniaturgefäße, Spinnwirtel, weitere Tonobjekte oft unbekannter Verwendung und Tonlöffel. Die Verzierungen reichen von feinstgeritzen Furchenlinien über Rautensymbole bis hin zu Menschendarstellungen. Die Keramik selbst ist häufig mit Graphit gemagert, der teilweise über weite Strecken transportiert werden musste. Die Qualität der Keramik nimmt allmählich ab.

## Verbreitung
Das Verbreitungsgebiet der Münchshöfener Kultur erstreckt sich vom Unterbayerischen Hügelland bis in das Bayerische Alpenvorland. Im Süden und Südosten finden sich Siedlungsplätze in den postglazialen Talböden Salzburgs und dem sich anschließenden Linzer Raum. Archäologisch konnte hier eine Vermischung mit der Lengyel-Kultur nachgewiesen werden. Weiter östlich zieht sich die Besiedlung der Münchshöfener Kultur über den Bayerischen Wald und Böhmerwald hinaus. Im Norden gibt es mit den oberfränkischen Höhlen (Stempfermühlhöhle, Schäfersteinhöhle) ebenso wichtige Fundplätze wie auf dem Goldberg am Rand des Nördlinger Rieses, der den westlichsten Fundplatz dieser Kultur darstellt.
Wie schon im vorausgehenden älteren und mittleren Neolithikum sind eine Vielzahl der Siedlungen der Münchshöfener Kultur in Flussterrassen (z. B. in Altenmarkt oder Rinkam), an seichten Bachhängen (z. B. Uttenkofen) oder gar in Tälern ausgegraben worden. Damit liegen diese auf ehemaligen bandkeramischen und Rössener Siedlungsgebieten. Es liegt somit eine durchgehende Betretung lößbedeckter Böden vor. Es lassen sich aber auch Höhensiedlungen finden. Zu erwähnen seien hier der oben bereits genannte Goldberg des Nördlinger Rieses, der Schlossberg im Mattersee und letztendlich der Salzburger Rainberg.

## Siedlungen
Im Gegensatz zu ihren spät- und mittelneolithischen Vorgängern, ließ sich bei der Münchshöfener Kultur eine geringfügige Flächenausdehnung der einzelnen Siedlungen feststellen. Die im Mittelneolithikum noch üblichen Langhäuser werden nun von diffusen Pfostensetzungen abgelöst, deren Hausgrundrisse sich nur erahnen lassen. Es konnten bisher keine Gebäude rekonstruiert werden. Es besteht die Vermutung, dass die Gebäude in Dreiecksbauweise erstellt wurden, da einige Pfostensetzungen darauf hinweisen und genetische Zusammenhänge zur östlichen Lengyel-Kultur bestehen.
Archäologen fanden innerhalb der Siedlungen drei verschiedenartige Grubentypen:
- Der erste Typ besitzt im Planum eine kreisförmige Gestalt, im Profil sind die Gruben zylindrisch, kegelartig oder bienenkorbförmig. Man nimmt an, dass sie als Erdkeller oder Vorratsgruben für Getreide genutzt wurden. Zu finden sind diese z. B. in Münchshöfen und Kothingeichendorf.
- Bei der zweiten Form handelt es sich um rechteckige Gruben mit senkrecht eingelassenen Wänden. Auch sie variieren in ihrer Größe und Form. Sie werden oft als Überreste von Grubenhäusern interpretiert. Zu finden sind diese beispielsweise in Enzkofen. Wenn die Interpretation zutrifft, bestehen einige Siedlungen aus Hofstellen.
- Die dritte Gruppe bilden die ovalen Gruben, deren Funktion als Lehmentnahmegruben erwiesen ist. Der abgebaute Lehm wurde für Hauswände und -böden sowie zur Herstellung von Öfen verwendet.

## Bestattungsritus
Während der Kenntnisstand zu Münchshöfener Bestattungen vor 1980 noch sehr schlecht war und bis dahin nur sechs Bestattungen bekannt waren, hat sich dieses Bild inzwischen grundlegend gewandelt. Heute sind 54 Fundstellen mit derzeit 121 unterscheidbaren Individuen bekannt, was die MK nach der Bandkeramik zur neolithischen Kultur mit den zweitmeisten belegten Bestattungen in Bayern macht. Neben einer einzigen belegten Brandbestattung von Mintraching-Tiefbrunn gibt es insgesamt 35 Einzelbestattungen in Grabgruben (Stand 2009). In der MK spielen auch Doppelbestattungen (zum Beispiel Murr) und Mehrfachbestattungen (bis zu sechs Individuen) eine große Rolle. Daneben gibt es Teilbestattungen, deren archäologische Nachweisbarkeit jedoch schwierig ist und nur in wenigen Fällen zweifelsfrei dokumentiert ist. Sekundärbestattungen wurden von Altdorf-Aich beschrieben, wo zwei Kinderskelette offenbar ohne jeden anatomischen Zusammenhang in Gruben verborgen wurden.
Als reguläre Grabformen der MK gibt es sowohl linke und rechte Hockergräber, als auch sog. Rückenstrecker. Dabei zeigen sich verschiedene kulturelle Ähnlichkeiten zu Nachbarkulturen des Mittel- und Jungneolithikums. Rechte, nach Süden ausgerichtete Hocker werden als Einfluss der Lengyel-Kultur angesehen, sie sind auch typisch für die Rössener Kultur im Saalegebiet. Ebenfalls rechte, aber auch linke nach Süden gerichtete Hocker sind typisch für die zeitgleiche Gaterslebener Kultur. Parallelen für die ost-westlichen Rückenstrecker gibt es dagegen mit der Großgartacher Gruppe und der westdeutschen Rössener Kultur.
Daneben gibt es sog. „atypische“ Totenhaltungen, die oft als „Verlochungen“ bezeichnet wurden. Denkbar sind Opferungen und rituelle Tötungen, schon allein, weil nicht selten nur einzelne Körperteile bestattet wurden.

## Erdwerke
Erdwerke der Münchshöfener Kultur weisen in Form und Größe eine Verwandtschaft zu ebensolchen Anlagen der Michelsberger Kultur auf. Das System unterbrochener Längsgruben mit Bestattungen wurde bei der größten bisher ausgegrabenen Anlage, dem Erdwerk von Riedling (Gde. Oberschneiding) im Jahre 2007 dokumentiert. Dieses Bauprinzip war zuvor nur bei einem Erdwerk von Oberhinkofen (Lkr. Regensburg) festgestellt worden. Die Erdbrücken und damit vielfach durchbrochenen Wälle und Gräben belegen, dass es sich bei dieser Art von Erdwerken nicht um Verteidigungsanlagen gehandelt haben kann.

## Steinwerkzeuge
In der Münchshöfener Kultur sind Steinwerkzeuge eher selten anzutreffen. Wenn, dann findet man Silexklingen oder Steinbeile aus Amphibolit. Weiterhin kommen oft kunstvoll verarbeitete Knochenahlen, Schaufeln aus Schulterblättern und weitere Knochenwerkzeuge vor.